# Inoblidable
Inoblidable (títol original en anglès, Unforgettable) és una pel·lícula de thriller dramàtic estatunidenc del 2017 dirigida per Denise Di Novi (en el seu debut com a directora) i escrita per Christina Hodson. La pel·lícula és protagonitzada per Rosario Dawson, Katherine Heigl, Geoff Stults, Isabella Rice i Cheryl Ladd, i segueix una dona divorciada que comença a turmentar la nova promesa del seu exmarit. Ha estat doblada i subtitulada al català.
El rodatge principal va començar el 17 d'agost de 2015 a Los Angeles. La pel·lícula es va estrenar el 21 d'abril de 2017 a càrrec de Warner Bros. Pictures. La pel·lícula, que va rebre crítiques majoritàriament negatives, va recaptar 17 milions de dòlars a tot el món amb un pressupost de 12 a 21,5 milions de dòlars.